# Adivinha Quanto Eu Te Amo
Adivinha Quanto Eu Te Amo é um livro infantil escrito por Sam McBratney e ilustrado por Anita Jeram, publicado em 1994 no Reino Unido, e em 1996 no Brasil.

## História
Esta é a história de dois coelhos, Coelho Pai e Coelhinho. A história começa quando Coelhinho puxa as orelhas do pai e faz a pergunta que intitula o livro: "Adivinha o quanto eu te amo?". O livro continua com os dois disputando e usando medidas cada vez maiores para quantificar o quanto eles se amam.

## Recepção
De acordo com os editores, o livro já foi publicado em 37 idiomas, e foram comercializados mais de 20 milhões de cópias ao redor do mundo.
Em uma pesquisa online realizada em 2007 pela National Education Association nos Estados Unidos, a obra foi incluída entre os 100 livros infantojuvenis mais utilizados pelos professores. A obra também foi adaptada para desenho animado nos Estados Unidos.
Em 2006, a Revista Crescer incluiu o livro na lista dos "55 melhores livros para seu filho". A seleção foi feita com a ajuda de 35 especialistas em literatura, criança e cultura.

## Adaptação televisiva
Em 2012, uma adaptação disto para uma série animada começou a emitir no Canadá no espaço TVO Kids do TVOntario e no Disney Junior. A série foi produzida pela SLR Productions Australia e Scrawl Studios e distribuída pela CCI Entertainment. Atualmente, foram produzidas 2 temporadas.
Em Portugal, a série estreou em 2013 com o nome Adivinha o Quanto Eu Gosto de Ti na RTP2 no espaço Zig Zag e um ano mais tarde no JimJam.